# Matt Giteau
Matthew James Giteau (Sydney, 29 settembre 1982) è un rugbista a 15 australiano, utility back del San Diego Legion in Major League Rugby.
Normalmente tre quarti centro, può giocare anche come mediano d'apertura e, talora, di mischia.

Con 698 punti realizzati per l'Australia a tutto il 2015, è il terzo miglior marcatore internazionale del suo Paese dopo Michael Lynagh e Matt Burke, nonché il migliore tuttora in attività.

## Biografia
Matt Giteau proviene da una famiglia di rugbisti: suo padre Ron fu professionista nel rugby a 13, e sua sorella maggiore Kristy è internazionale femminile per l'Australia di rugby a 15.
Come il padre, Matt Giteau iniziò nel XIII presso una scuola pubblica di Canberra; tuttavia, in ragione del suo comportamento indisciplinato, i genitori decisero di iscriverlo a una scuola privata, il St. Edmund's College, le cui regole prevedevano obbligatoriamente che non si potesse praticare il rugby a 13 disgiuntamente dal XV; inizialmente malvolentieri (disputava gli incontri a 15 il sabato e a 13 la domenica: «il sabato lo facevo per obbligo, la domenica mi divertivo»), Matt Giteau si adattò alla disciplina a 15, e arrivato a 17 anni, quando la scuola allestì una squadra seniores, gli fu comunicato che, per giocare, doveva definitivamente abbandonare il rugby a 13, cosa che alla fine fece senza troppi rimpianti in quanto, a suo dire, non vi era più interessato come un tempo.
Ingaggiato dai Brumbies di Canberra per il campionato provinciale, divenne internazionale per gli Wallabies ancor prima di avere disputato un solo minuto nel Super 14: fu nel 2002, quando esordì a 20 anni a Twickenham contro l'Inghilterra, partendo dalla panchina, in un incontro perso di un solo punto, 31-32.
Nella stagione successiva esordì in Super 12 e in novembre prese parte alla Coppa del Mondo di rugby 2003, disputata proprio in Australia; in tale competizione prese parte a 6 incontri, ivi compresa la finale, persa contro l'Inghilterra.
Nel 2004 divenne campione del Super Rugby con i Brumbies, e a fine stagione 2005 decise di passare alla nuova formazione di Perth, i Western Force: l'accordo, triennale a partire dal 2006 e coperto anche da uno sponsor esterno, fece di Giteau il rugbista a 15 più pagato d'Australia con uno stipendio complessivo di 1,5 milioni di A$.
Fu tra i convocati alla Coppa del Mondo di rugby 2007 in Francia, competizione nel corso della quale, tuttavia, l'Australia giunse solo fino ai quarti di finale, sconfitta di nuovo dall'Inghilterra.
Il 2007 fu anche l'anno in cui Giteau fu insignito del premio di miglior giocatore dell'anno del Western Force.
Alla fine del 2008 il fallimento di uno degli sponsor che garantiva lo stipendio di Giteau al Western Force gli causò il mancato introito di circa un milione di dollari australiani; nonostante le regole del Super 14 impediscano alle squadre di stipulare accordi con sponsor terzi per integrare lo stipendio di un loro giocatore, ciò è permesso ai procuratori dei giocatori stessi; fu quindi realizzato un accordo di 1,6 milioni di A$ per compensare le perdite di Giteau e prolungarne il contratto fino al 2011, ma esso fu rifiutato dal giocatore; legato ancora ai Western Force per la stagione 2009, Giteau onorò il contratto per la rimanenza e nel febbraio 2009 annunciò che per il 2010 avrebbe fatto ritorno ai Brumbies, cosa cui poi diede seguito.
Ai Brumbies per due stagioni, alla fine del Super Rugby 2011 decise per un trasferimento in Europa, complice anche il fatto di non essere stato convocato in Nazionale per la Coppa del Mondo di rugby 2011; firmò quindi un contratto triennale con i francesi del Tolone, con i quali si laureò campione d'Europa nel 2013 dopo la vittoria in Heineken Cup e, l'anno successivo, campione di Francia oltre a bissare il titolo europeo.
Ad aprile 2015 l'Australian Rugby Union modificò il regolamento di idoneità internazionale estendendolo ai giocatori, sia pure ingaggiati all'estero, con almeno 60 presenze in Nazionale o 7 anni di attività professionistica in patria di essere selezionati anche se militanti all'estero, cosa questa che rese Giteau di nuovo disponibile per la Nazionale.
Fu quindi convocato nella selezione per la Coppa del Mondo di rugby 2015 in Inghilterra, a dodici anni di distanza dalla prima rassegna mondiale, e come in tale occasione giunse fino alla finale, poi persa contro i rivali della Nuova Zelanda.
Con gli Wallabies, a tutto il 2015, Giteau ha totalizzato 102 presenze; con 29 mete, 103 trasformazioni, 107 calci piazzati e quattro drop vanta, inoltre, uno score personale di 698 punti, che ne fanno il terzo giocatore internazionale australiano di tale classifica, dopo Michael Lynagh (911 punti tra il 1984 e il 1995) e Matt Burke (878, tra il 1993 e il 2004) nonché il miglior marcatore internazionale australiano in attività.

## Palmarès
- Super Rugby: 1
Brumbies: 2004.
- Heineken Cup: 2
Tolone: 2012-13, 2013-14
- Champions Cup: 1
Tolone: 2014-15
- Campionati francesi: 1
Tolone: 2013-14
- Major League Rugby: 1
L.A. Giltinis: 2021